# Пастернацкий, Евгений Витальевич
Евгений Витальевич Пастернацкий (род. 12 февраля 1979, Воскресенск, Московская область) — российский хоккеист, нападающий, мастер спорта России (2008), тренер.

## Биография
Воспитанник воскресенского «Химика», в сезоне 1996/97 дебютировал в составе команды в РХЛ. В конце сезона 1999/2000 перешёл из «Химика» в другую команду высшей лиги «Дизель», за которую, носившую название «Дизелист», играл и в следующем сезоне. Выступал за «Химик-2» и «Мотор» Заволжье (2001/02), ТХК Тверь (2002/03), «Крылья Советов» (2003/04 — 2006/07, 2008/09, 2010/11), «Молот-Прикамье» (2009/10).
Окончил Высшую школу тренеров и Московскую государственную академию физической культуры.
Тренер команды 2001 года рождения «Созвездия». Тренер команды МХЛ «Атланты» Мытищи (2017/18 — 2018/19). Главный тренер команды НМХЛ ГУОР / СКА-ГУОР Карелия (2019/20 — 14 января 2021). Главный тренер команды МХЛ «СКА-Варяги» (14 января — 27 октября 2021). Тренер в Академии Михайлова (2022). Главный тренер команды МХЛ «СКА-Карелия» (2022/23, до 15 ноября). Главный тренер юношеской команды СКА 2007 (2022—2024). 9 июля 2024 года вошёл в тренерский штаб команды ВХЛ «Южный Урал».